# Desecration
A Desecration walesi death metal együttes.

## Története
1992-ben alakultak Newportban. Először egy demót adtak ki 1993-ban, majd 1995-ben az első nagylemezük is megjelent. Az albummal azonban botrányt is kevertek, a lemez borítója miatt.
Végül teljesen kicenzúrázták a képet, és egy figyelmeztető szöveg került a helyére. Továbbá a lemezen az egyik daluk egy pedofil sorozatgyilkosról szólt, ezért Ollie Jones-t le is tartóztatták. Azóta még több albumot is megjelentettek. Ollie Jones 2007-ben egy "Singing with the Enemy" című valóságshowban is szerepelt.

## Tagok
- Ollie Jones - ének, basszusgitár, dob, gitár (1992-)
- Michael Hourihan - dob (1992-1994, 1998-)
- Richard Moore - basszusgitár (2019-)

## Korábbi tagok
- Andi Morris - basszusgitár (2005-2019)
- Pete Davies - basszusgitár (2003-2005)
- Lee Evans - gitár (2002)
- Jules Hay - gitár (2001-2002)
- Paul Arlett - gitár (1993-1997)
- John Young - basszusgitár (1996-2003)
- Glenn Thomas - gitár (1993-2001)
- Jason Davies - dob (1994-1997)
- Matthew Young - dob (1990-1993, 2001-ben elhunyt)
- John Waggenaar - gitár (1997-2000)

## Diszkográfia
- Gore and Perversion (1995)
- Murder in Mind (1998)
- Inhuman (2000)
- Pathway to Deviance (2002)
- Gore and PerVersion 2 (2003)
- Process of Decay (2005)
- Forensix (2008)
- Cemetery Sickness (2014)